# I Care 4 U (singolo)
I Care 4 U è un brano R&B della cantante statunitense Aaliyah, prodotto da Timbaland e scritto da Missy Elliott. Il brano è stato composto ed inciso nel 1996 per l'album One in a Million, ma non è stato completato in tempo. È stato quindi inserito 5 anni più tardi nel terzo album della cantante, Aaliyah. Il brano è stato pubblicato in Nord America come quarto e ultimo singolo tratto dall'album nel 2002, ed è entrato nella top20 della Billboard Hot 100 e nella top5 della Billboard's Hot R&B/Hip-Hop Songs.

## Composizione e testo
La canzone è stata prodotta da Timbaland e scritta da Missy Elliott, originariamente per il secondo album di Aaliyah, One In A Million. Ma quando l'incisione della canzone è stata completata, l'album ormai era stato masterizzato dall'etichetta, e non c'è stata quindi possibilità di inserirlo nella track-listing. Ma il pezzo piaceva talmente alla cantante, che ha deciso di inserirlo cinque anni più tardi nel suo terzo album, Aaliyah. In un'intervista Aaliyah ha dichiarato che questa è la sua canzone preferita tratta dall'album, per essere una ballata classica e senza tempo. Il sound classico del pezzo ha convinto molto positivamente la critica. Il testo è narrato in prima persona da una donna che cerca di confortare l'uomo di cui è innamorata, il quale ha appena subito una forte delusione d'amore con un'altra persona. La cantante si chiede se l'altra donna sia pazza a farlo soffrire in quella maniera, e gli dice di tenere duro e non mollare, e gli fa sapere che ci tiene immensamente a lui. Aaliyah ha particolarmente apprezzato il fatto che sia una donna a dire "Non piangere. Asciugherò le tue lacrime. Ti amo, dammi solo la possibilità di mostrartelo."

## Video
Questo è il primo singolo della cantante a non avere un video in cui lei sia presente fisicamente. Il videoclip ufficiale del singolo è stato diretto da Little X, il quale ha montato insieme delle scene di un anime giapponese, Macross Plus: la protagonista del video è una sorta di spettro femminile, che si esibisce in'arena di fronte a una miriade di persone estasiate, e fluttua sopra di loro. Successivamente diviene un angelo luccicante che vola attraverso una città lasciandosi dietro una scia di piccole piume.
Il regista Little X è apparso nel programma MuchVibe del canale musicale MuchMusic per lanciare in anteprima il video, il 21 dicembre 2002.

## Ricezione
Senza l'aiuto di un video in cui fosse presente la cantante e di una forte promozione, il singolo è diventata la terza hit postuma dell'artista. Il pezzo è arrivato al numero 3 delle classifiche R&B e al numero 16 della Hot 100, diventando la sua settima canzone in top20.

## Classifiche
| Classifica                            | Posizione |
| ------------------------------------- | --------- |
| U.S. Billboard Hot 100                | 16        |
| U.S. Billboaord Hot R&B/Hip-Hop Songs | 3         |
| U.S. Billboaord Rhythmic Top 40       | 30        |